# Pseudocyclopia giesbrechti
Pseudocyclopia giesbrechti is een eenoogkreeftjessoort uit de familie van de Pseudocyclopiidae. De wetenschappelijke naam van de soort is voor het eerst geldig gepubliceerd in 1902 door Wolfenden.